# 雷諾一級方程式賽車撞車爭議

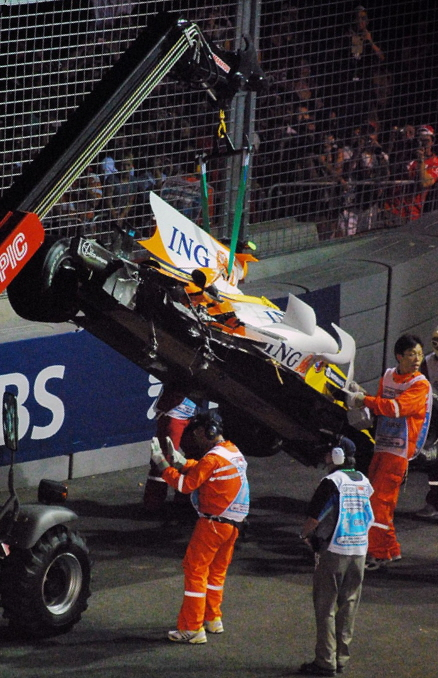
被撞毀的雷諾R28由尼爾森·小皮奎駕駛，是整起事件的核心。

雷諾一級方程式賽車撞車爭議，也被一些媒體稱作撞車門，是一件由雷諾車隊所做的體育醜聞，該隊在2008年新加坡大獎賽期間為了使費爾南多·阿隆索獲得優勢，命令他的隊友尼爾森·小皮奎蓄意地撞車。
2008年9月28日，在新加坡賽事的第14圈，由皮奎所駕駛的雷諾R28在第17彎處撞上護欄，迫使安全車出場。這讓另一位從第15位起跑的雷諾車手費爾南多·阿隆索能夠提前進站換胎，並在隨後獲取優勢以贏得比賽。而皮奎則表示他的撞車起因只是一次簡單的失誤。
皮奎在2009年匈牙利大獎賽賽後被雷諾車隊釋出後，坦承他曾被車隊要求故意撞車以改善阿隆索的比賽局勢，一級方程式賽車管理機構國際汽車聯盟便對雷諾車隊操縱比賽的情形展開調查。經過一番調查後，雷諾車隊在9月4日被控以密謀，並得在2009年9月21日回應這項指控。
雷諾在9月16日聲明他們對這項指控供認不諱，並宣布該隊的執行長弗拉維奧·布里亞托利及工程執行董事帕特·西蒙茲（Pat Symonds）皆已離開車隊。
據9月21日的報導指出，雷諾車隊已經被處以緩期兩年，在此期間若是再犯將永久禁賽。布里亞托利被無限期禁止參與任何一級方程式賽車事務與國際汽聯批准的賽事，而西蒙茲則被禁賽五年。他們的禁令隨後被法國一間法院否決，然而他們皆同意此段期間內，不再任職於一級方程式賽車或任何國際汽聯核准之賽事，作為與國際汽聯達成和解的一部份。

## 背景

### 雷諾車隊

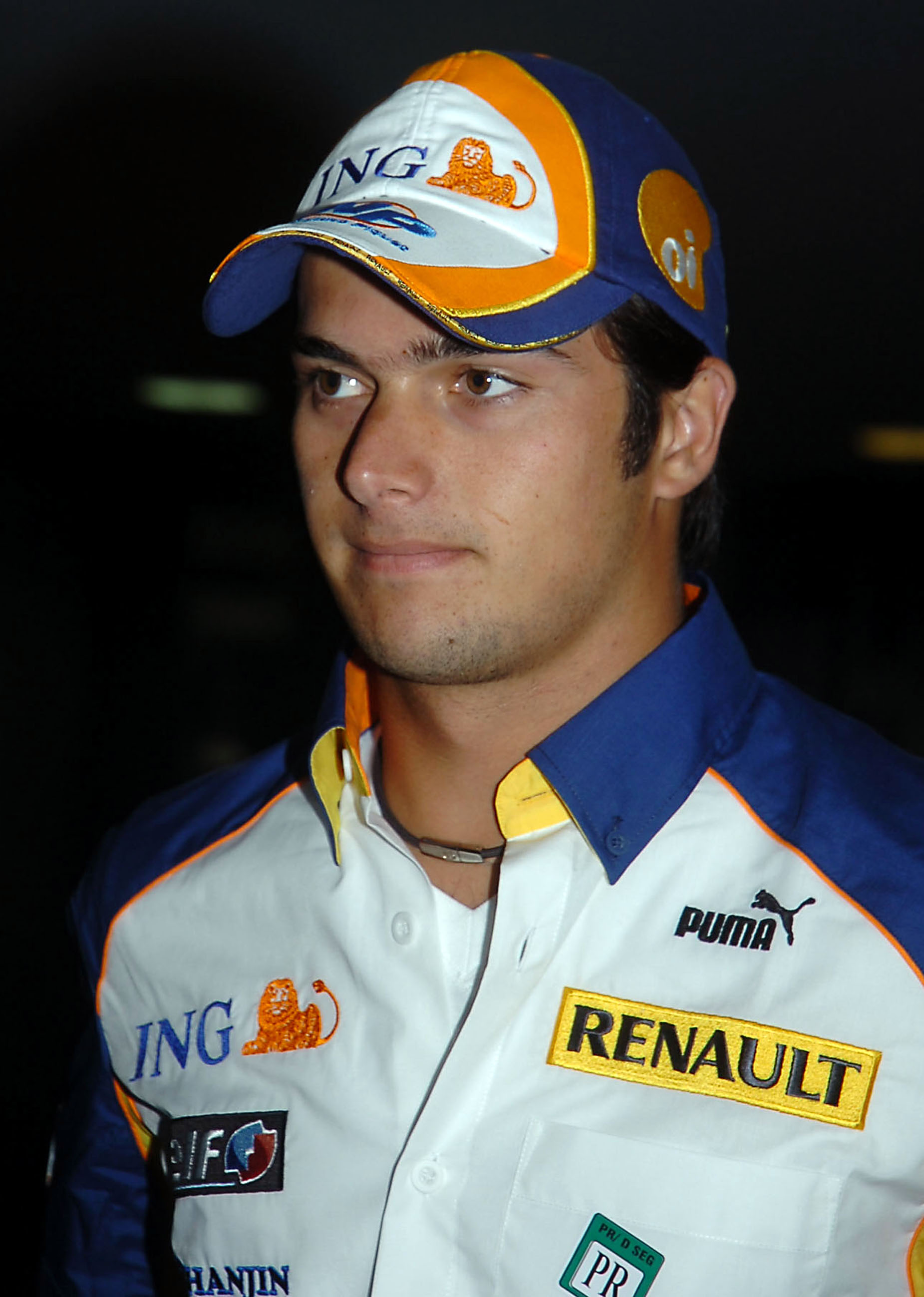
尼爾森·小皮奎，攝於2007年12月

汽車製造商雷諾在2000年買下了班尼頓車隊重返一級方程式賽車，一級方程式賽車車隊雷諾車隊也應運而生。義大利商人弗拉維奧·布里亞托利直到1997年前，一直擔任班尼頓的常務董事，之後改由Prodrive老闆大衛·理查茲（David Richards）。他在經營雷諾的賽車姊妹公司Mecachrome後，在雷諾接管後重回主要車隊，再度擔任常務董事。他對體育的興趣除了一級方程式賽車外，布里亞托利同時也是英格蘭足球俱樂部女王公園巡遊者足球俱樂部的主席兼部分股東，他與一級方程式總裁伯尼·埃克萊斯頓共同買下這間俱樂部，之後印度工業家拉克希米·米塔爾也投入資金加入。
西班牙賽車手費爾南多·阿隆索自2001年起開始參賽一級方程式賽車，並在2002至2006年間效力於該隊。他在2005及2006年成為世界冠軍，以及在麥拉倫車隊停留一年後，於2008年再度重返該隊。英格蘭工程師帕特·西蒙茲曾為班尼頓車隊工作過，且在1980年代早期便加入了班尼頓的前身Toleman，到了雷諾車隊時期便晉升成為工程執行董事。巴西賽車手尼爾森·小皮奎是三屆一級方程式賽車冠軍尼爾森·畢奇之子，他在2008年賽季加入雷諾車隊，作為二號車手與阿隆索搭檔出賽，且在2007年便已是他們的儲備與測試車手。自2006年10月起，小皮奎也親自承辦了弗拉維奧·布里亞托利的管理公司FFBB。在新加坡事故之前，雷諾車隊已經兩年沒有贏得任何勝利（最後一勝是2006年10月8日的日本大獎賽），且被認為即將退出這項運動。

### 2008年新加坡大獎賽

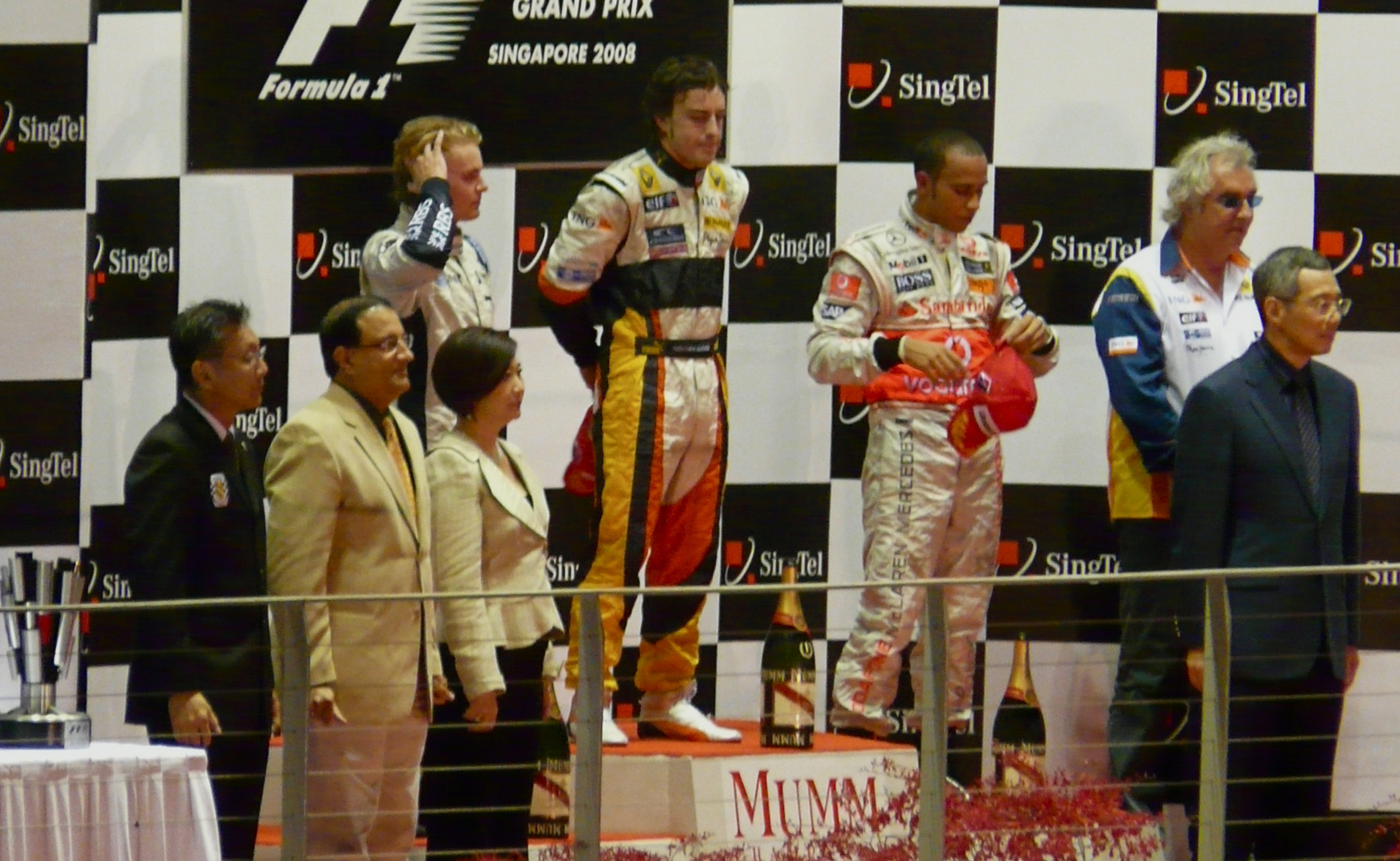
阿隆索登上2008年新加坡大獎賽的頒獎台，以及右側的布里亞托利（白襯衫）

2008年新加坡大獎賽是2008年世界一級方程式錦標賽的第15站賽事，舉辦於2008年9月28日。這場比賽是一級方程式賽車的首場夜間賽事。在比賽周末，儘管阿隆索在練習賽的成績接近前排，但雷諾在排位賽的表現不佳，費爾南多·阿隆索從第15位起跑，而尼爾森·小皮奎則與他同排從第16位起跑。阿隆索在排位賽階段因為機械故障而提前被淘汰。
正賽開始後，阿隆索在第12圈是最早進入維修站加油及換胎的車手，重回賽場時已落到後段班。他裝載了低油載量，試圖超越在他前面的車輛；大部分取得較差排位的車手往往反其道而行，以較重的油載量減少一次進站（每次損失約30秒），因為他們不想被後段的慢車困住，而未能充分利用一輛較輕的車且須額外的一次進站。三圈後，尼爾森·小皮奎在第17號彎撞上賽道護欄，這是賽道上其中一個沒有吊車在附近的彎道，迫使安全車出動。

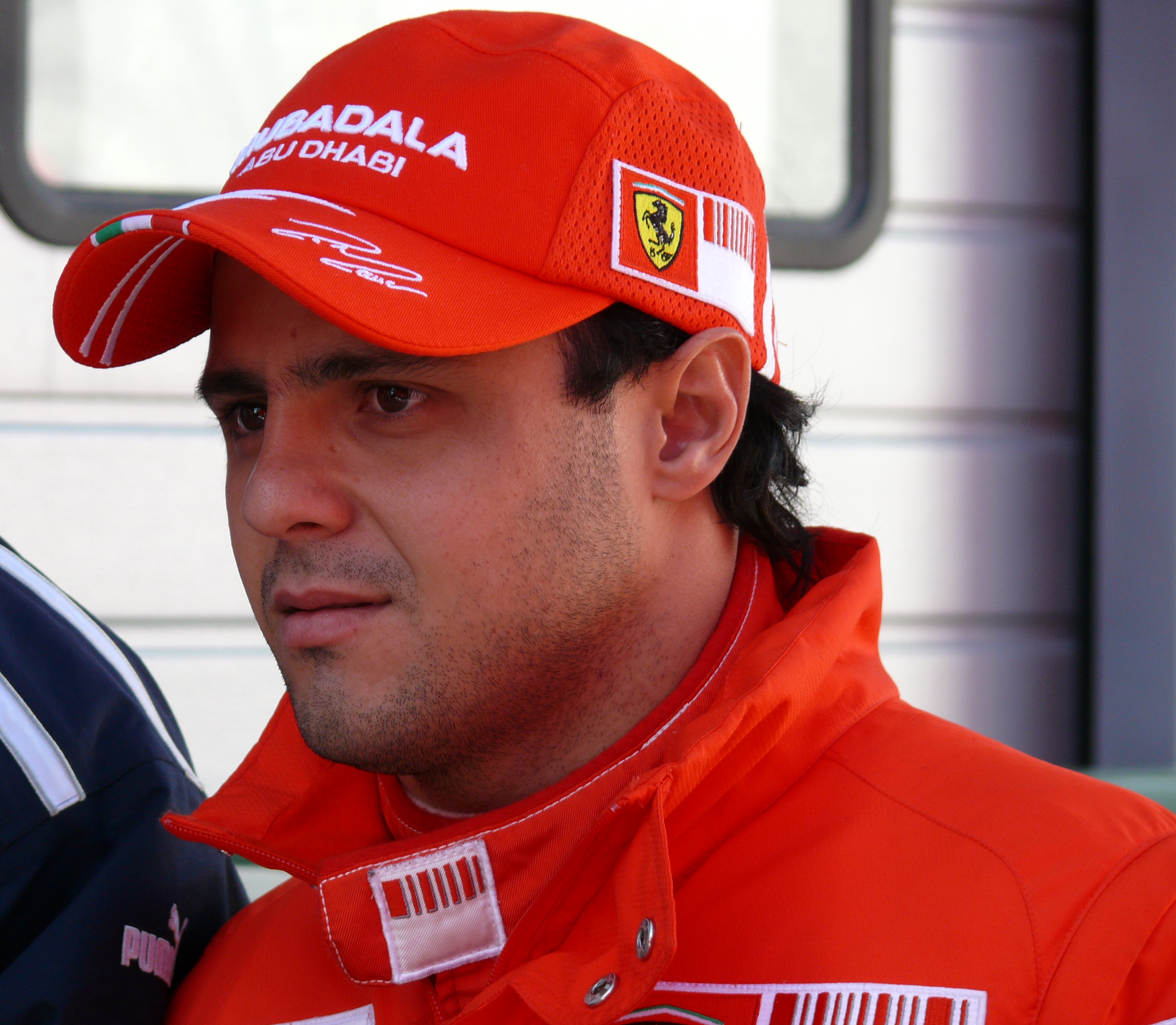
法拉利巴西車手費利佩·馬薩在小皮奎的撞車前處於領先地位

維修站長久以來的規定是在安全車事故期間保持開放，且因為車輛必須緩慢地跟隨在安全車後，車隊正好利用這點立即進站，減少重回賽場上的損失位置。然而，2008年的規則規定在所有車輛依次排序於安全車後之前，任何車輛不得進站，這意味著領先車輛的優勢在他們能夠進站前將被消除，且在他們隨後重返賽道將位於賽場尾端。在先前的規則下，領先者能夠在他們依次排序及優勢消失前迅速進站，也就是說他們能夠保持在前排的位置。有些車手必須在維修站關閉時進站，以避免燃油耗盡，所以他們將因他們的違規行為而處以罰則。
大多數的領先車輛最終落在阿隆索以及一些慢車的身後，這條狹窄的賽道也難以超車，而那些在阿隆索前面的賽車使用低油載量，能夠行駛長但仍未進站。阿隆索在比賽進行到最後三分之一時取得領先，贏得了這場比賽的勝利。
本季的第一次頒獎台，同時也是第一場勝利，我感到非常高興。我到現在都還不敢相信，我想我需要一兩天才能領悟到我們在今年贏得了一場比賽。看似不可能在這整季接近頂端，而突然在這裡，我們自禮拜五起便一直具有競爭力。很顯然地，我們從後排起跑，而第一次安全車對我幫助極大，讓我能夠贏得這場比賽。——費爾南多·阿隆索在他當年的第一場勝利後表示。
比賽從開始後變得複雜，而我有許多的輪胎粒化，情況也越來越嚴重。車隊要求我往前推進，我也試圖這麼做，最終我的賽車失去了控制。我重重地撞上賽道護欄，但所幸我平安無事。我對我這場的表現失望，但也為車隊今晚感到開心。——尼爾森·小皮奎在賽後表示。
官方最初並未對這場事故採取任何行動。小皮奎最初將這起事故形容成是一個簡單的失誤。在雷諾車隊賽後發布的新聞稿中，該隊表示阿隆索的表現是一次「傑出的策略駕駛」，同時布里亞托利和西蒙茲皆把安全車的部署視為是一次好運的情形。賽後，一級方程式自由記者喬·薩沃德（Joe Saward）在grandprix.com寫道有一些「諷世者」質疑這起事故，但他認為「我相信沒有一支車隊會如此絕望到，讓一位車手將他的賽車撞上牆面。」而反駁了這個說法。根據巴西环球电视网指出，以第13名作收的巴西車手費利佩·馬薩，在小皮奎的撞車事故前保有領先地位，且最終以1分之差將2008年世界冠軍拱手讓給劉易斯·漢米爾頓，他質疑布里亞托利當時是否涉及這起事故，然而國際汽聯主席馬克斯·莫斯利（Max Mosley）表示基於「推測」在這項運動是不會採取任何行動的。

### 小皮奎離開雷諾
費爾南多·阿隆索最終在2008年賽季的車手積分榜上以61分積分名列第五，而尼爾森·小皮奎以19分積分名列第十二。他們合計的積分讓雷諾車隊在製造商積分榜上名列第四。儘管有傳言說他被該隊釋出，但雷諾以2009年賽季的一年合約與小皮奎續約，再度與阿隆索搭檔。到了2009年賽季的第10站，小皮奎還未能獲得任何積分，而阿隆索已經為該隊爭取到13分。2009年8月3日，小皮奎證實他已被雷諾釋出。小皮奎批評他的前車隊雷諾車隊和布里亞托利，他認為這次的離開是刻薄的。

## 皮奎的指控

### 初步報導與調查
2009年8月30日，巴西环球电视网的報導指出，尼爾森·小皮奎在新加坡賽事期間被命令撞車。一級方程式賽車管理機構國際汽車聯盟立即宣布，他們正在調查「在先前一級方程式賽事中涉嫌的事故」。這起事件所涉的賽事被廣泛地報導是新加坡2008年的比賽。

### 雷諾被指控
在國際汽聯的調查後，雷諾車隊於9月4日正式被指控干涉2008年新加坡賽事的比賽結果，並與小皮奎密謀。國際汽聯在一份聲明中表示對雷諾車隊的指控包含「違反了國際運動法典第151c條，該隊與他們的車手尼爾森·小皮奎密謀，在2008年新加坡大獎賽造成一起蓄意的撞車事故，以達到部署安全車的目的，使得他們的另一位車手費爾南多·阿隆索獲得優勢。」該隊被要求與會2009年新加坡大獎賽前幾天，於9月21日的巴黎舉行的國際汽聯世界汽車運動理事會（FIA World Motor Sport Council）會議。雷諾車隊在被指控後表示，他們在審訊前將不會作出任何回應。

### 洩漏證據
小皮奎在9月10日第二次發表兩份聲明給國際汽聯。同日，一份皮奎於7月30日在巴黎總部發給國際汽聯的第一份聲明副本，被F1SA.com（一個一級方程式支持者組織）發布出來。為了回應有關這份副本真實性的質疑，國際汽聯主席馬克斯·莫斯利表示「我還沒有看到任何我認為這是造假的東西。」在這份副本中，小皮奎表示他被布里亞托利和西蒙茲要求在某個特定的彎角撞毀他的駕車。阿隆索否認知情任何要求皮奎去撞車的計畫，並說道「我無法想像這些事情、這些情況。這些想法從來沒有進入我的腦海中。」尼爾森·小皮奎對於阿隆索是否知情這次的撞車早有計畫表示懷疑，他一直存在著的質疑是，雷諾「毫無道理的」對阿隆索採取低油載量並在第12圈時進站的賽事策略。在調查和世界汽車運動理事會審訊前的過程中，國際汽聯免除了阿隆索的所有指責。國際汽聯主席馬克斯·莫斯利在9月11日證實在小皮奎發表了他的這兩份聲明後，也不會再對他採取任何行動，即便這起案件最後對於雷諾是有利的。

### 雷諾展開法律行動

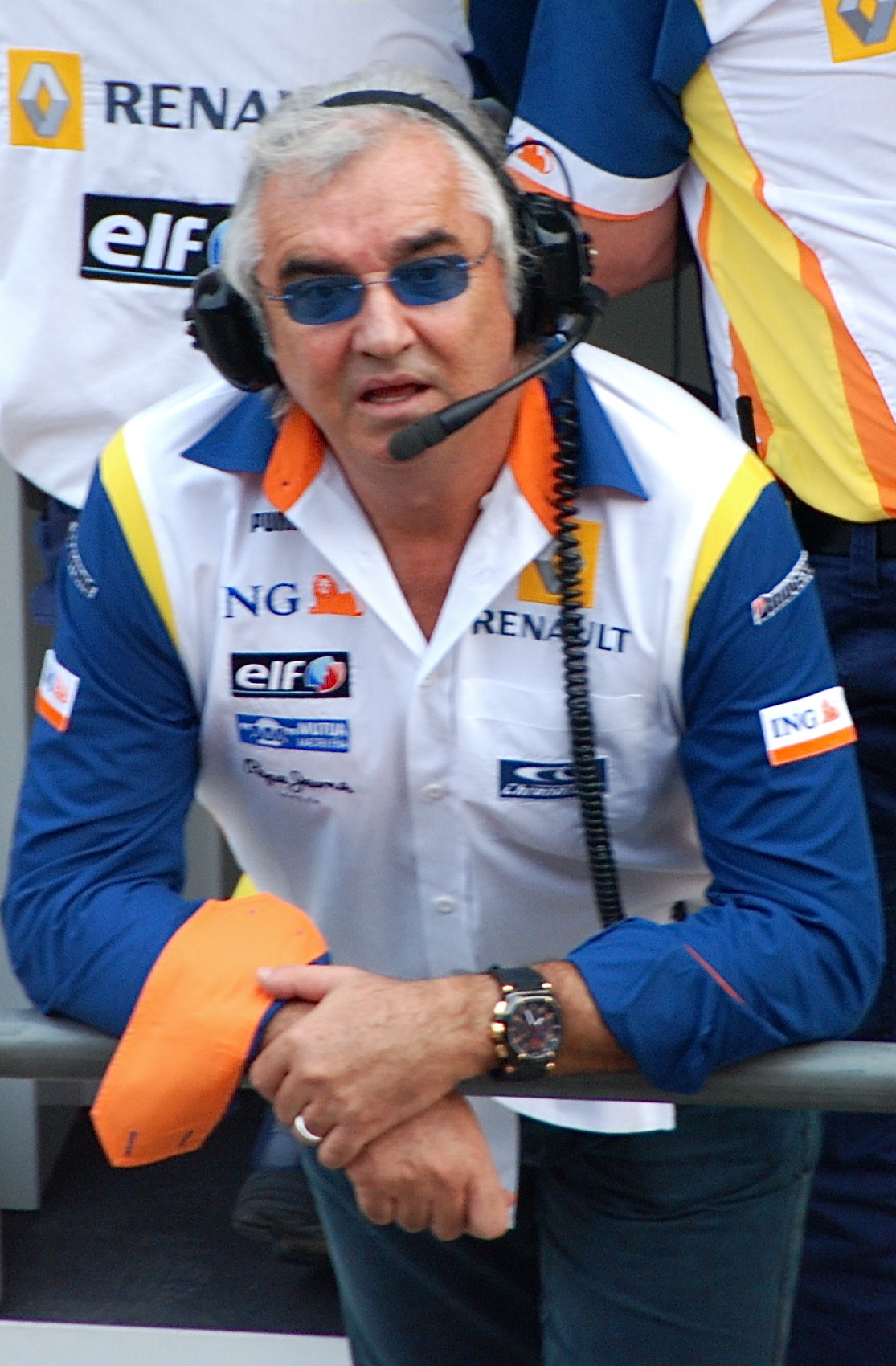
布里亞托利於2008年中國大獎賽

在小皮奎給國際汽聯的聲明被洩漏後，雷諾車隊在隔天9月11日表示打算在法國與英國法院對尼爾森·小皮奎和他的父親採取法律行動，並說道「……今日ING雷諾F1車隊與其常務董事弗拉維奧·布里亞托利親自聲明，有關尼爾森·小皮奎和尼爾森·畢奇的不實指控，以及企圖脅迫車隊在2009年賽季的剩餘場次續留小皮奎先生，對此他們已經在法國對他們展開刑事訴訟程序。」小皮奎也對此做出回應，「我並沒有什麼好怕的，因為無論是關於雷諾車隊或是布里亞托利先生，我所說的話皆屬實——雖然我很清楚那些正在被調查的對象的權力與影響力，以及他們所掌握的龐大資產，我不會再被威嚇，也不會做出讓我後悔的決定。」
據2010年12月7日的宣布，經高等法院判定尼爾森·小皮奎與其父基於上述指控，在雷諾的誹謗案件中取得勝訴。雷諾向皮奎父子表示歉意，並支付高額賠償金。雷諾車隊也承認他們誹謗兩者，在聲明中寫道「如同在世界汽車運動理事會前所做，車隊承認尼爾森·小皮奎所述指控並無不實。而正因如此，這些包含在我們新聞稿中的嚴重斷言是完全不正確且沒有根據的，我們也明確地撤回這些斷言。對於造成小皮奎先生及他的父親的痛苦與難堪，我們希望全然地向他們表示歉意。我們願意支付對他們造成誹謗的高額賠償金，以及他們的訴訟費用，以表我們真誠的道歉與遺憾，並承諾不會在將來重述這些斷言。同時也承認小皮奎與其父親並無藉由捏造這些指控，來脅迫車隊在2009年賽季的剩餘場次續留他。」
另據2009年9月14日的報導，若是帕特·西蒙茲提供國際汽聯密謀之細節，他便能獲得訴訟豁免權。經報導指出，西蒙茲已告知國際汽聯調查人員，撞車的最初想法來自於小皮奎。
《泰晤士報》在9月15日公布了包括小皮奎、阿隆索、西蒙茲和布里亞托利的雷諾車隊人員，在新加坡賽事前後所發送無線電通話的摘錄。

### 布里亞托利和西蒙茲離開雷諾
雷諾車隊在9月16日宣布他們在9月21日於巴黎的國際汽聯世界汽車運動理事會中，將不會再對這項指控做出爭辯，並提到布里亞托利和西蒙茲兩人皆已離開該隊。
ING雷諾F1車隊將不會否認近期由國際汽聯所提出關於2008年新加坡大獎賽的指控。謹此聲明其常務董事弗拉維奧·布里亞托利和工程執行董事帕特·西蒙茲已離開車隊。——雷諾車隊聲明，2009年9月16日
國際汽聯證實在布里亞托利和西蒙茲離隊後，9月21日的會議將照常舉行，且仍有可能對雷諾車隊實施制裁。在雷諾公布消息後隔天，雷諾證實布里亞托利已經從該隊辭職，而布里亞托利本人對於他的離開表示「我只是試著挽救這支車隊」，「這是我的責任，也是我做此事的原因。」

## 外部連結
- Official FIA Press Release（页面存档备份，存于）
- Piquet’s crash in 2008 Singapore GP: what really happened?